# Promachus entebbensis
Promachus entebbensis là một loài ruồi trong họ Asilidae. Promachus entebbensis được Hobby miêu tả năm 1936. Loài này phân bố ở vùng nhiệt đới châu Phi.